# Scelidodon
Scelidodon és un gènere extint de mamífers pilosos de la família dels milodòntids que visqueren a Sud-amèrica des del Pliocè superior fins a l'Holocè. Se n'han trobat restes fòssils a l'Argentina, Bolívia, el Brasil, l'Equador, el Paraguai, el Perú, l'Uruguai i Xile. Eren peresosos de mida mitjana que pesaven centenars de quilograms; en el cas de les espècies S. chiliensis i S. reyesi, fins i tot superaven la tona. El seu hàbitat natural eren els herbassars temperats. El nom genèric Scelidodon significa ‘dent d'extremitat’.